# 제임스 잉그럼
제임스 잉그럼(James Ingram, 1952년 2월 16일 ~ 2019년 1월 29일)은 미국의 싱어송라이터이다.
1982년 마이클 잭슨의 곡 〈P.Y.T. (Pretty Young Thing)〉를 공동 작곡했으며, 프로젝트 그룹 USA for Africa의 일원으로서 《We Are the World》에 참여했다. 대한민국에서는 CF에 배경음악으로 사용된 〈Just Once〉로 유명하다.
2019년 1월 29일, 미국 캘리포니아주 로스앤젤레스에 있는 본인의 자택에서 뇌암으로 인해 숨을 거두었다고 그의 오랜 친구인 데비 앨런이 밝혔다.